# Denílson (football, 1977)
Pour les articles homonymes, voir Denílson.
Denílson de Oliveira Araujo dit Denílson, né le 24 août 1977 à Diadema, est un footballeur international brésilien.
Il fut finaliste de la Coupe du monde 1998 puis vainqueur de la Coupe du monde 2002 avec l'équipe du Brésil.

## Biographie
Évoluant au poste de milieu de terrain offensif, Denilson se révèle au monde du football à l'occasion du Tournoi de France (compétition amicale réunissant l'Angleterre, le Brésil, la France et l'Italie) au printemps 1997. Entré en jeu en début de deuxième mi-temps de la finale de la coupe du monde 98, il fut l'un sinon le brésilien le plus en vue, se mettant en évidence par ses accélérations, dribbles, feintes et autres passement de jambes, insuffisant toutefois pour permettre a son équipe de retourner une situation compromise (le Brésil était déjà mené deux à zéro lors de son entrée sur le terrain) 
Rapidement, Denilson acquiert la réputation de futur meilleur joueur du monde. Ce nouveau statut se concrétise par le transfert le plus cher de l'histoire du football à l'époque, en direction du club espagnol du Betis Séville (32 millions d'euros). 
Mais en Andalousie, Denilson ne parviendra jamais à répondre aux immenses attentes que sa venue avait suscité.
Le 30 juin 2002, il joue la dernière minute de la finale de la Coupe du monde de football 2002 contre l'Allemagne en remplaçant Ronaldo. Il se distingue notamment par une entrée en fanfare en laissant sur place, par une série de dribbles, deux joueurs adverses sur le côté gauche. Mais une fois le coup de sifflet final donné par l'arbitre, il est champion du monde, et sa joie contraste avec l'immense déception ressentie 4 ans auparavant 
Au bout de huit saisons au Betis (entrecoupées d'un prêt à Flamengo), Denilson rejoint à l'été 2005 le club français des Girondins de Bordeaux où il tente de relancer sa carrière et de retrouver le contact avec l'équipe du Brésil. Pour l'anecdote, il marque un des buts les plus rapides du championnat de France de Ligue 1 contre Nice en 11 secondes. 
En septembre 2006, un temps annoncé à Portsmouth, Middlesbrough, Trabzonspor et au Celtic Glasgow Denilson signe dans le club saoudien d'Al Nassr. Son salaire annuel est de 800 000 euros.
En août 2007, à 29 ans, il signe un contrat en faveur du FC Dallas, l'un des clubs majeurs de la Major League Soccer, le championnat américain de football.
Il rentra ensuite au Brésil au SE Palmeiras où il terminera la saison en inscrivant 3 buts, lors du mercato hivernal 2008/2009 il s'engage pour le club d'Itumbiara Esporte Clube en division 2 brésilienne où il est prêté 3 mois, Denilson a déclaré vouloir revenir en Europe à la fin de son prêt.
Il signe finalement le 1er juin 2009 un contrat avec le club vietnamien de Hai Phong. En une mi-temps jouée, il inscrit un magnifique coup franc. Évoquant une blessure à une jambe, l’ancien Bordelais décide de mettre un terme à son contrat après seulement trois semaines et de rentrer au Brésil fin juin 2009. Officieusement, la raison est qu'il avait couché avec la fille du président du club.
Le 29 janvier 2010, Denilson signe un contrat de deux ans et demi avec le club grec de l'AO Kavala. Après trois mois, et sans avoir joué le moindre match, le club résilie son contrat et il prend sa retraite de footballeur. 
Il devient alors l'un des présentateurs vedettes de la chaîne brésilienne de télévision TV Bandeirantes commentant notamment plusieurs matches de la Coupe du monde 2010.
En 2012, lors d'une interview, il déclare alors que le seul regret de sa carrière est de ne pas avoir prolongé son contrat avec les Girondins de Bordeaux en 2006 et d'avoir privilégié l'aspect financier en partant en Arabie Saoudite.
Le 22 mars 2022, l'Íbis SC, club de première division du championnat du Pernambouc, annonce que Denilson jouera sous ses couleurs jusqu'à la fin de la saison.

## Palmarès
- Vainqueur de la Coupe du monde : 2002 (Brésil).
- Vainqueur de la Copa América : 1997 (Brésil).
- Vainqueur de la Coupe des confédérations : 1997 (Brésil).
- Finaliste de la Coupe du monde : 1998 (Brésil).
- Vainqueur de la Coupe d'Espagne : 2005 (Betis Séville).

- A participé à la Coupe du monde 1998 (7 matchs) et à la Coupe du monde 2002 (5 matchs).
- A participé à la Copa América 1997 (5 matchs, 1 but) et à la Copa América 2001 (4 matchs, 2 buts).
- A participé à la Coupe des confédérations 1997 (5 matchs, 1 but).
- 61 sélections et 8 buts avec le Brésil entre 1996 et 2003.